# Nicolas Laforge
Nicolas Laforge (21 dicembre 1986) è un arbitro di calcio belga.

## Carriera
Esordisce in Pro League il 28 luglio 2012 dirigendo Beerschot - Lokeren. Debutta in competizioni UEFA il 9 luglio 2015 arbitrando l'incontro di UEFA Europa League tra Ulisses e Birkirkara.